# 佐藤幸子
佐藤 幸子（さとう さちこ、1980年6月14日 - ）は、日本の女性ファッションモデル。
栃木県出身。ギャラリーモデルズ→イデア（2009年7月より）所属。
2000年創刊の「S Cawaii!」のモデルからキャリアを始め、「PINKY」の専属モデルとして人気を集める。愛称は「サトサチ」。

## 人物
- 母親が福島県出身[5]。4歳上の姉がいる[6]。
- 長所：笑い上戸。
- 短所：空気が読めないこと。みんなで話しているとき、1人で暴走することがある。
- 口癖：「～っス」「～っスカ？」のような、体育会系の語尾。
- 将来の夢:名前負けしない人生を送ること。
- オヤジキャラである[7]。
- 同じ事務所の徳田いずみはPINKY時代からの親友で[8]、徳田のブログにも度々登場する。
- 2013年4月9日のブログ更新を以って、一度更新を中断した。その後、再婚、出産を経て、1年経った2014年4月18日にブログが再開され、以降頻繁に更新している[9]。2009年以前にも一度結婚している[10]。

## 出演

### 雑誌
- S Cawaii!（主婦の友社）専属モデル
- PINKY（集英社）専属モデル
- Oggi（講談社）
- Domani（小学館）
- CLASSY.（光文社）

### ラジオ
- Gigabeat presents J-WAVE LIVE 2000+6 (代々木体育館にて)

### イベント
- 東京ガールズコレクション2007A/W[1]